# Kvarteret Ceres

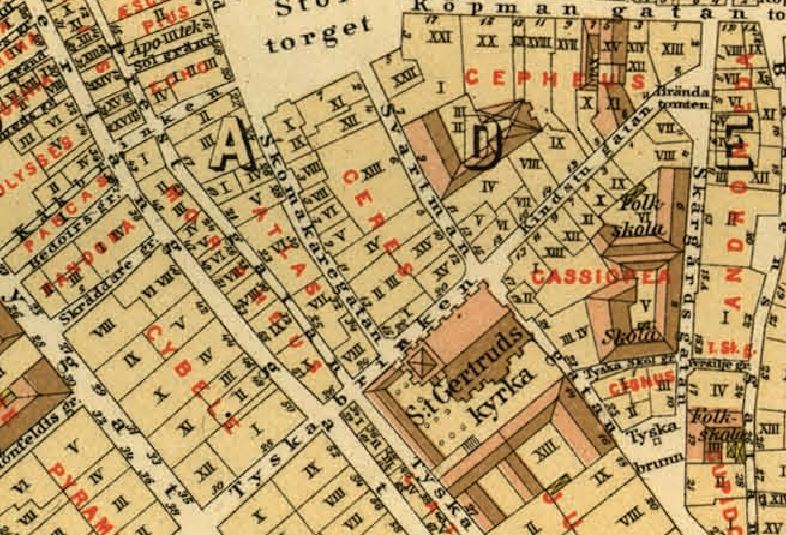
A.R. Lundgrens karta från 1885 med kvarteret Ceres.

Kvarteret Ceres är ett kvarter i Gamla stan i Stockholm. Kvarteret omges av Stortorget i norr, Skomakargatan i väster, Svartmangatan i öster och Tyska brinken i söder.  Kvarteret består av tolv fastigheter: Ceres 2, Ceres 4–9 och 11–14 samt Ceres 16.

## Namnet

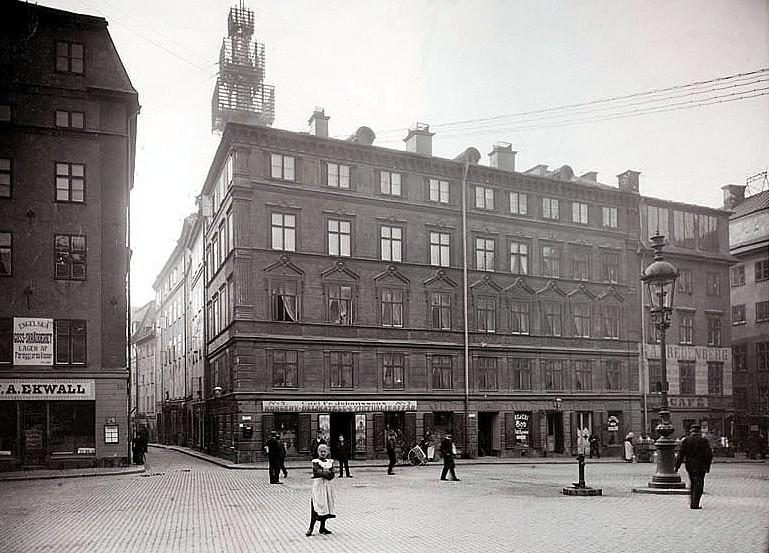
Stortorget med Ceres 11 och 9, 1902.

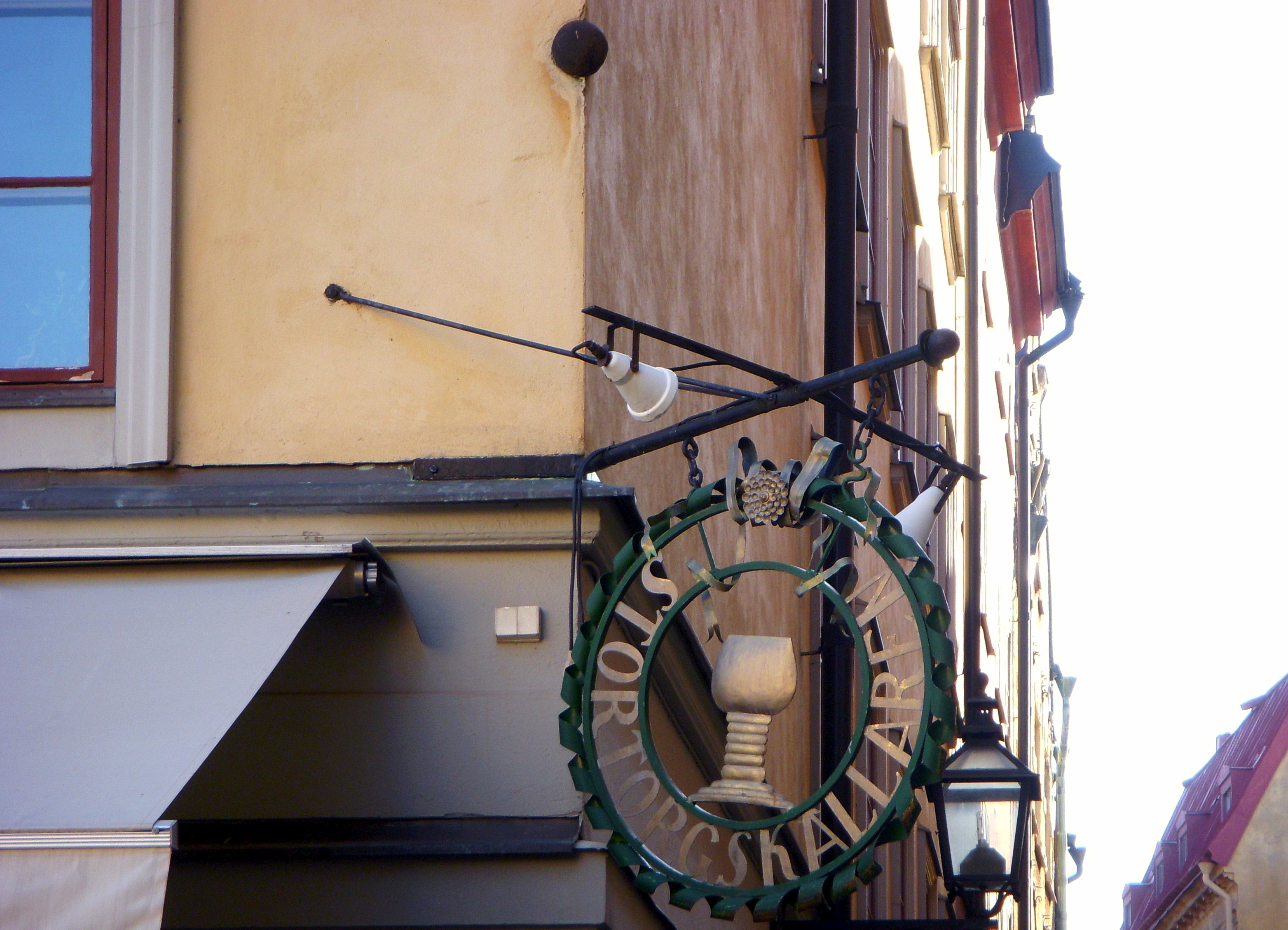
Kanonkulan och Stortorgskällarens skylt.

Nästan samtliga kvartersnamn i Gamla stan tillkom under 1600-talets senare del och är uppkallade efter begrepp (främst gudar) ur den grekiska och romerska mytologin. ”Ceres” var i den romerska mytologin sädens och åkerbrukens gudinna.

## Kvarteret
Kvarteret Ceres ligger mitt i Gamla stan och begränsas i norr av Stortorget och i söder av Tyska kyrkan. I kvarterets norra del, Ceres 9, ligger det så kallade ”Huset Kulan” eller ”Rövarkulan” efter den kanonkula som finns inmurat i byggnadens hörn Stortorget / Skomakargatan. Enligt en sägen har kulan skjutits dit från Brunkeberg i samband med Gustav Vasas belägring av Stockholm år 1521 och var avsedd att döda Kristian II när han satt i ett av husets fönster, men förfelade sitt mål.
I samma hus och intilliggande Ceres 11 ligger anrika Stortorgskällaren (Stortorget 7) som har sina lokaler sedan 1938 i bottenvåningen och i medeltida källarvalv, som möjligtvis härstammar från Spanska Drufwans tid. Krogen var en av Stockholms äldsta med anor från 1500-talet. Nuvarande huset uppfördes 1816 på de medeltida källarvalven. Det byggdes fullständigt om 1937–1939, efter ritningar av arkitekt Otar Hökerberg då det fick sitt nuvarande utseende och Stortorgskällaren flyttade in.
I fastigheten Ceres 13 (Svartmangatan 6) ligger sedan 1931 Mäster Olofsgården. Huset ägdes på 1400-talet av Sten Sture den äldre. Johan III skänkte huset till Pontus De la Gardie 1576. 1620 byggdes det om och på 1800-talet skedde ytterligare två ombyggnader.

### Källaren Verkehrete Welt
Verkehrte Welt (ungefär Fel värld) var en vinkällare som fanns i fastigheten Ceres 4 på Skomakargatan 11. Verkehrte Welt, eller kort Welt, låg nära Tyska kyrkan och var redan känd på 1600-talet. Stället omnämns 1760 som Welt vid Tyska kyrkan hos madame Greve och redovisas på Jonas Brolins stockholmskarta från 1771 som Kjällaren Welt samt kallades av Carl Michael Bellman även för Camera obscura. Welt existerade fortfarande 1802. Inte långt härifrån låg ungefär samtidigt värdshuset Förgyllda Lejonet.